# Rene Yougbara
Rene Jacob Yougbara (in arabo محمد عتماني‎?; Bobo-Dioulasso, 31 dicembre 1984) è un ex nuotatore burkinabé, specializzato nello stile libero.

## Biografia
Rappresentò il Burkina Faso ai Giochi olimpici estivi di Pechino 2008, dove ottenne il 92º tempo nelle batterie dei 50 m stile libero e fu eliminato.